# Vinpocétine
La vinpocétine (nom commercial : Cavinton, Intelectol ; nom chimique : apovincaminate d'éthyle) est un dérivé synthétique de la vincamine, un vinca-alcaloïde extrait des feuilles de la petite pervenche. La vinpocétine est isolée de cette plante pour la première fois en 1975 par le chimiste hongrois Csaba Szántay. Sa production industrielle commence en 1978 par l'industrie pharmaceutique hongroise Gedeon Richter. La vinpocétine est un produit photosensible.
Elle est commercialisée comme complément alimentaire dans de nombreux produits. Alors qu'il n'existe pas de preuve scientifique de ces allégations, elle est vendue avec l'argument d'améliorer les performances cognitives et de réduire la graisse corporelle.

## Tératogénicité

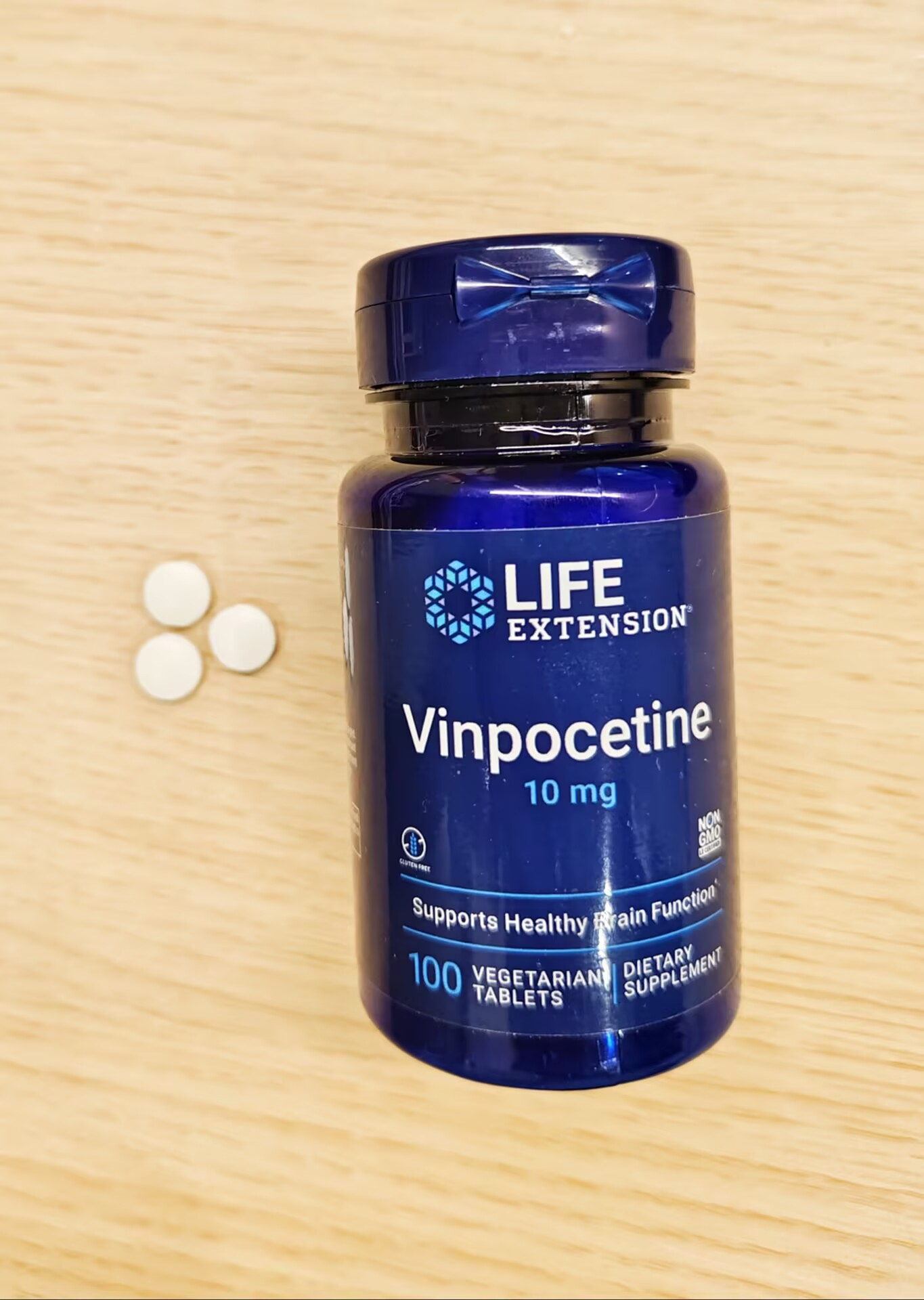
Comprimés de vinpocétine vendus par la société de suppléments Life Extension Foundation, 10 mg par comprimé

Des études chez l'animal ont montré qu'elle causait des pertes embryonnaires, des faibles poids des fœtus et des malformations congénitales graves, pour des concentrations sanguines proches de celles observées dans l'espèce humaine après ingestion de 10 mg.